# Daviyon Nixon
Daviyon Nixon (Kenosha, 13 dicembre 1998) è un giocatore di football americano canadese che milita nel ruolo di defensive tackle per i Carolina Panthers della National Football League (NFL).

## Carriera

### Carolina Panthers
Nixon al college giocò a football all'Iowa Western Community College (2017) e all'Università dell'Iowa (2018-2020), venendo premiato unanimemente come All-American nell'ultima stagione. Fu scelto dai Carolina Panthers nel corso del quinto giro (158º assoluto) del Draft NFL 2021. Fu inserito in lista infortunati il 28 ottobre 2021 per un problema a un ginocchio, chiudendo la sua stagione da rookie con 9 tackle e 0,5 sack in 7 presenze.